# Esiliiga 1993-1994
L'Esiliiga 1993-1994 fu la terza edizione della seconda serie del campionato di calcio estone.
La stagione si concluse con la vittoria finale del Kalev Pärnu.

## Formula
Le squadre partecipanti furono dodici (tre in più della passata stagione) e si incontrarono in turni di andata e ritorno. La prima classificata otteneva la promozione in Meistriliiga, mentre le ultime quattro retrocedevano in II Liiga.
Tuttavia, già ad inizio campionato le squadre si ridussero a undici per il ritiro dello Järvamaa.

## Squadre partecipanti
| Club                  | Città        | Stagione precedente      |
| --------------------- | ------------ | ------------------------ |
| Fööniks-Sport Valga   | Valga        | in II Liiga              |
| Jalgpallikool Tallinn | Tallinn      | in II Liiga              |
| Järvamaa              | Paide        | 4° in Esiliiga           |
| Kalev Pärnu           | Pärnu        | in II Liiga              |
| Irbis Kiviõli         | Kiviõli      | 7° in Esiliiga           |
| Kreenholm Narva       | Narva        | 3° in Esiliiga           |
| Lokomotiiv Valga      | Valga        | 8° in Esiliiga           |
| Olümpia Maardu        | Maardu       | 6° in Esiliiga           |
| Paber Kehra           | Kehra        | in II Liiga              |
| Pena Kohtla-Järve     | Kohtla-Järve | 5° in Esiliiga           |
| Tulevik Viljandi      | Viljandi     | 12° in Meistriliiga      |
| Vall Tallinn          | Tallinn      | in II Liiga come Serveni |

## Classifica finale
|  | Pos. | Squadra               | Pt | G  | V  | N | P  | GF | GS  | DR   |
|  | ---- | --------------------- | -- | -- | -- | - | -- | -- | --- | ---- |
|  | 1    | Kalev Pärnu           | 30 | 20 | 14 | 2 | 4  | 70 | 28  | +42  |
|  | 2    | Vall Tallinn          | 29 | 20 | 13 | 3 | 4  | 78 | 23  | +25  |
|  | 3    | Pena Kohtla-Järve     | 25 | 20 | 11 | 3 | 6  | 32 | 28  | +4   |
|  | 4    | Irbis Kiviõli         | 22 | 20 | 9  | 4 | 7  | 41 | 26  | +15  |
|  | 5    | Jalgpallikool Tallinn | 22 | 20 | 9  | 4 | 7  | 37 | 32  | +5   |
|  | 6    | Lokomotiiv Valga      | 21 | 20 | 10 | 1 | 9  | 52 | 42  | +10  |
|  | 7    | Kreenholm Narva       | 20 | 20 | 8  | 4 | 8  | 40 | 38  | +2   |
|  | 8    | Tulevik Viljandi      | 19 | 20 | 8  | 3 | 9  | 44 | 38  | +6   |
|  | 9    | Paber Kehra           | 17 | 20 | 7  | 3 | 10 | 33 | 47  | -14  |
|  | 10   | Olümpia Maardu        | 15 | 20 | 5  | 5 | 10 | 39 | 45  | -6   |
|  | 11   | Fööniks-Sport Valga   | 0  | 20 | 0  | 0 | 20 | 8  | 127 | -119 |
|  | -    | Järvamaa              | 0  | 0  | 0  | 0 | 0  | 0  | 0   | 0    |

### Verdetti
- Kalev Pärnu promosso in Meistriliiga 1994-1995
- Paber Kehra, Olümpia Maardu e Fööniks-Sport Valga retrocessi in II Liiga.
- Järvamaa ritirato dal campionato.